# Hrvatska Dubica
Hrvatska Dubica ist ein Ort in der Gespanschaft Sisak-Moslavina in Kroatien und Sitz der gleichnamigen Gemeinde.

## Geschichte
Die Stadt Dubica entwickelte sich seit dem 13. Jahrhundert am rechten Ufer der Una. Hrvatska Dubica, welches sich heute am linken Ufer befindet, wurde 1739 von Flüchtlingen aus der Stadt gegründet, als diese (das heutige Kozarska Dubica) nach dem Frieden von Belgrad an die Osmanen fiel. Während des Zweiten Weltkriegs befand sich die Stadt auf dem Gebiet des von 1941 bis 1945 bestehenden faschistischen Unabhängigen Staates Kroatien (NDH). In der Stadt befand sich das KZ Hrvatska Dubica, das von den kroatischen Ustascha betrieben wurde und indem hauptsächlich Serben, Juden und Roma interniert waren.
Unweit der Ortschaft wurde während des Kroatienkrieges von Freischärlern der Krajina-Serben am 21. Oktober 1991 das Massaker von Baćin verübt.

## Geographie
Hrvatska Dubica liegt am linken Ufer der Una gegenüber von Kozarska Dubica (Bosanska Dubica) in Bosnien und Herzegowina. Die Gemeinde hat eine Fläche von 131 km² und ist mit Ausnahme des Hauptortes ländlich geprägt.

## Bevölkerung
Zur Gemeinde gehören sechs Orte: Hrvatska Dubica, Baćin, Cerovljani, Živaja, Slabinja und Predore.
Einwohner bei der Volkszählung im Jahre 2011:
- Baćin – 217
- Donji Cerovljani – 76
- Gornji Cerovljani – 99
- Hrvatska Dubica – 1040
- Slabinja – 348
- Živaja – 309

Von den insgesamt 2089 Einwohnern waren 75 % Kroaten, 22 % Serben und 3 % andere.